# NGC 36
NGC 36 — спиральная галактика с перемычкой в созвездии Рыб. Она расположена на расстоянии около 221 миллиона световых лет (68 мегапарсек) от нас. Галактика была открыта 25 октября 1785 года астрономом Уильямом Гершелем.